# Vágar Lufthavn
Vágar lufthavn (færøsk: Vága Floghavn, Flogvøllinum í Vágum) er Færøernes eneste lufthavn. Den ligger ca 1,5 km fra bygden Sørvágur på øen Vágar.
Efter at tunnelen fra Streymoy til Vágar blev bygget i 2003, er det blevet lettere at komme til lufthavnen fra hovedøerne.
Den 1. april 1963 blev lufthavnen åbnet for civil trafik og de første år blev flyvepladsen trafikeret af enten stempelmotordrevne luftfartøj eller gasturbinedrevne luftfartøjer (turboprop), men siden 1977 har også rene gasturbinedrevne luftfartøjer anvendt lufthavnen. Vágar Lufthavn er løbende blevet udbygget og opgraderet, siden den blev åbnet for civil trafik. Indtil 2011 var start- og landingsbanen kun 1.250 m, hvilket begænsede udvalget af flytyper, som kan anvende flyvepladsen. Fra 2011 er landingsbanen 1799 m lang.
Nærmeste sted med hotel (500 m) og indkøbsmuligheder er Sørvágur (1,5 km).
Fra 1963 til 2005 har Vágar Lufthavn været drevet og ejet af Statens Luftfartsvæsen.
Den 4. april 2005 overtog det færøske hjemmestyre ejerskabet og driften af lufthavnen. Driften af lufthavnen blev derefter overført til selskabet P/F Vága Floghavn den 24. juli 2008.
Vágar lufthavn er hovedbase for Færøernes eneste flyveselskab Atlantic Airways. Der er endvidere helikopterruter til de afsidesliggende bygder på Færøerne via Tórshavn og Klaksvík. Flyvningerne sker ved hjælp af helikoptertyperne Bell 212 og Bell 412. Flyvningerne gennemføres i henhold til de visuelle flyveregler og begrænses derfor af de til enhver tid rådende vejrforhold. Ved siden af persontransporterne bruges helikopterne også til redningsopgaver og erhvervsflyvninger.
Indflyvningen til lufthavnen kan være vanskelig på grund af, at de nærliggende fjelde forhindrer en direkte indflyvning. Piloterne skal dreje kort før landingen og sætte flyet ned på den korte landingsbane. Desuden er der ofte tåge og kraftig turbulens omkring lufthavnen. Indflyvningen er nu forbedret, efter at den nye 1799 m lange landingsbane i december 2011 blev åbnet for trafik. På grund af de forbedrede landingsforhold indsatte Atlantic Airways i marts 2012 sit nye Airbus A319 fly på ruten mellem Vágar og København.

## Historie
Oprindelig var Vágar lufthavn en militærflyveplads, som i 1941 blev bygget af de britiske besættelsesstyrker under den 2. verdenskrig. Efteråret 1942 landede den første flyvemaskine. Efter krigen blev lufthavnen overgivet til det færøske Lagting.
Før start- og landingsbanens færdiggørelse blev den i nærheden beliggende sø Sørvágsvatn benyttet som vandflylufthavn.
Først 1963 blev lufthavnen på privatinitiativ af Hugo Fjørðoy og Lars Larsen fra nabobygden Sørvágur igen åbnet via samarbejde med det islandske flyveselskab Icelandair, med to ugentlige flyvninger mede et DC-3 fra Reykjavík via Vágar-Bergen-København. En anden rute fløj til Glasgow og tilbage.
Senere overtog det tidligere danske flyveselskab Mærsk Air flyvningerne til København. Den 10. november 1988 fik de konkurrence af det nystiftede, færøske flyveselskab Atlantic Airways.
Maersk Air ophørte 2004 med sine flyruter fra Billund og København. 2006 fik Atlantic Airways igen konkurrence fra det private færøske flyveselskab FaroeJet, der har en daglig flyvning til Københavns Lufthavn. Efter et års flyvning meldte flyselskabet sig konkurs.
- Boeing 737 fly lander
- Klar til landing
- Ankomst fra Billund
- Avro RJ aircraft fra Atlantic Airways i lufthavnen
- Atlantic Airways fly parkeret ved Vágar Lufthavn

## Internationale flyforbindelser
| By        | Flyveselskab          | Anmærkning         |
| --------- | --------------------- | ------------------ |
| København | Atlantic Airways      | flere gange daglig |
| København | Scandinavian Airlines | 1 gang daglig      |
| Billund   | Atlantic Airways      | 2 gange ugentlig   |
| Ålborg    | Atlantic Airways      | kun om sommeren    |
| Reykjavik | Atlantic Airways      | 2 gange ugentlig   |
| Aberdeen  | Atlantic Airways      | 2 gange ugentlig   |
| London    | Atlantic Airways      | 1 gang ugentlig    |
| Stavanger | Atlantic Airways      | kun om sommeren    |

### Trafikstatistik
Se kilde Wikidata forespørgsel og kilder.
Trafikstatistik per år
| År   | Antal flyvninger | %-Ændring | Fragt og post | Passagerer | %-Ændring |
| ---- | ---------------- | --------- | ------------- | ---------- | --------- |
| 2021 | 3 748            |           |               | 239 085    |           |
| 2020 | 3 448            |           |               | 179 778    |           |
| 2019 | 5 649            |           |               | 424 281    | 12,3      |
| 2018 | 5 411            |           |               | 377 813    | 10,7      |
| 2017 | 5 324            |           |               | 341 388    | 16,8      |
| 2016 | 4 903            |           |               | 292 393    | 5,8       |
| 2015 | 4 698            |           |               | 276 385    | 10,4      |
| 2014 | 4 848            | 12        |               | 250 287    | 6         |
| 2013 | 4 330            | 17,8      |               | 236 181    | 4,7       |
| 2012 | 5 265            | 13,3      |               | 225 532    | 10,8      |
| 2011 | 4 648            | 5,8       |               | 203 499    | 1,8       |
| 2010 | 4 935            | 1,3       |               | 199 988    | 1,8       |
| 2009 | 4 870            | 9,8       |               | 203 662    | 8,2       |
| 2008 | 5 398            | 3,5       |               | 221 942    | 1,2       |
| 2007 | 5 594            | 15        |               | 219 329    | 5,3       |
| 2006 | 6 579            | 18,1      |               | 208 254    | 14,9      |
| 2005 | 5 569            | 12,1      |               | 181 305    | 9         |

Alle tal er fra Vágar lufthavn.